# Else Bos
Else Bos (Rotterdam, 1959) is een Nederlandse econometrist en financiële topvrouw. Per i juli 2018 wordt zij op voordracht van het Ministerie van Financiën en bij Koninklijk Besluit toezichthouder pensioenen en verzekeraars bij De Nederlandsche Bank.

## Biografie
Bos is de dochter van een docent en een Rotterdamse ondernemer met een technisch adviesbureau.
Bos begon in 1978 met een studie econometrie aan de Erasmus Universiteit Rotterdam. Zij werkte vanaf 1983 bij ABN AMRO en vervolgens bij NIB Capital. In 2002 begon zij als belegger bij de pensioenuitvoerder PGGM, waar zij in 2013 bestuursvoorzitter werd. PGGM belegde op dat moment 134 miljard euro voor de pensioenen van meer een miljoen werknemers aangesloten bij Pensioenfonds Zorg en Welzijn. Bos pleitte in 2016 voor meer samenwerking van de financiële sector op het gebied van duurzaamheid.
Per 1 juli 2018 is Bos benoemd tot toezichthouder bij De Nederlandsche Bank. Zij wordt daar verantwoordelijk voor het toezicht. Zij krijgt daar, net als de andere bestuurleden van DNB, een salaris boven de zogeheten Balkenendenorm, vanwege de unieke combinatie van kennis en ervaring waar zij over beschikt volgens het Nederlandse ministerie van Financiën. Haar salaris bij DNB is echter lager dan wat ze verdiende bij PGGM.
Per begin 2024 treedt ze terug als toezichthouder. 

## Nevenfuncties
In 2013 zit Bos in de raad van toezicht van De Nederlandse Opera en Het Nationale Ballet. Zij is tevens toezichthouder bij Sustainalytics en bij de IFRS-Foundation. Daarnaast is ze lid van de Monitoring Commissie Corporate Governance.

## Privé
Else Bos is getrouwd en heeft drie kinderen.
- Nederlandse Thesaurus van Auteursnamen: 406401373
- Virtual International Authority File: 852147266730235481266
- WorldCat: E39PBJwdjvfFvDmYfKxcVrJkXd